# Werner Beidinger
Werner Beidinger (* 1963) ist ein deutscher Musikpädagoge.

## Leben
Werner Beidinger studierte Elementare Musikpädagogik und Instrumentalpädagogik mit dem Hauptfach Klavier an der Staatlichen Hochschule für Musik Mannheim. Im Anschluss absolvierte er in der Studienrichtung Musik- und Tanzerziehung einen dritten Diplomabschluss an der Abteilung „Orff-Institut“ der heutigen Universität Mozarteum Salzburg. Berufspraxis erlangte er als Lehrkraft an Musikschulen in Hessen und Bayern sowie an diversen Ausbildungsinstitutionen. Neben dem Orff-Institut (von 1988 bis 1995) und dem damaligen Bruckner-Konservatorium in Linz ist dies bis heute die Universität Potsdam, an die er im Jahr 1994 als Universitätsprofessor für Elementare Musikpädagogik berufen wurde. Dort war er jahrelang Institutsdirektor und Fakultätsratsmitglied und leitet heute das Lehramtsstudium „priMus“ (Primarstufe Musik) sowie das Studienprofil „Ensemblepraxis“ in der Sekundarstufenausbildung. Beidinger arbeitet zum Thema einer körper- und bewegungsorientierten Musikpädagogik in der Regelschule sowie im außerschulischen Bereich und ist Komponist bzw. Autor zahlreicher Kinderlieder und Unterrichtsmaterialien. Seit 2003 ist er Vorsitzender der Orff-Schulwerk-Gesellschaft in Deutschland e. V., Herausgeber der Zeitschrift „musikpraxis“ (Fidula) sowie aktiv oder leitend in Performance-Ensembles wie z. B. „BodySounds“ oder „BodyLab“ tätig. Werner Beidinger veröffentlicht zu spezifischen Themen der Musik- und Bewegungserziehung und erhält Einladungen zu Vorträgen, Workshops und Symposien aus ganz Europa, Australien, Asien und den USA.

## Veröffentlichungen (Auswahl)
- „Vom Erlebnis zum Ergebnis“. Elementare Musikpädagogik als methodenintegrierendes Konzept, in: Facetten Elementarer Musikpädagogik, conbrio 2002, S. 279–292.
- „Im Land der Gnome“. Das Wechselspiel zwischen angeleiteten und selbstgesteuerten Unterrichtsphasen in der EMP, in: Gestaltungsprozesse erfahren – lernen – lehren, conbrio 2004, S. 135–141.
- mit Michael Büttner: Körper und Stimme – Erfolgsinstrumente der Kommunikation, in: Sprache+Stimme+Gehör, Thieme-Verlag 2007, S. 41–47.
- mit Maria Rebhahn: Die musikalische Eltern-Kind-Gruppe in der Musikschule, in: Bildungsplan des VdM, ISBN 978-3-925574-77-1.
- Improvisation braucht Imagination, conbrio 2013, S. 105–113.
- Orff-Schulwerk macht Schule, in: Orff-Schulwerk-Informationen (Sommerausgabe 2016).
- mit Kristian Commichau: „Kanonissimo“. 66 Kanons für Schule, Chor und Freizeit, Fidula-Verlag 2019, ISBN 978-3-87226-335-3.

## Herausgebertätigkeit
- Fachzeitschrift „musikpraxis“, Musik und Bewegung in Kindergarten, Musik- und Grundschule (Fidula-Verlag); Erscheinungsweise vierteljährlich (seit 2003)

### Materialien für die Unterrichtspraxis
Lieder, Begleitsätze oder Rhythmus- und Bewegungsspiele sind u. a. erschienen in:
- „Kurzspiele für die Stimme“, Bosse Verlag
- „Kinderlieder zum Einsteigen und Abfahren I“, Voggenreiter Verlag
- „Kinderlieder zum Einsteigen und Abfahren II“, Voggenreiter Verlag
- „Kleine Clowns und große Töne“, Zytglogge Verlag
- „Keystones 1“, Diesterweg Verlag
- „Keystones 2“, Diesterweg Verlag
- „Musik praktisch erfahren“, Bosse Verlag
- „Lebendiger Kinderchor“, fidula-Verlag
- „Januar, Februar, Tanz, April“, Helbling-Verlag

### Internationale künstlerisch-pädagogische Projekte (Auswahl)
- 2004, 2006, 2009, 2011, 2014, 2016 Leitung einwöchiger Master-Classes zum Thema „Hands on Music“ an der Southern Methodist University Dallas/Texas (USA)
- 2016 Leitung der Master Class „Through Process to Product“ an der University of St. Thomas, St. Paul/Minnesota (USA)
- 2009, 2011, 2013, 2015, 2017, 2019 Dozent beim Sommerkurs “Musik und Bewegung” an der Musikakademie Basel (Schweiz)
- Zwischen 2003 und 2019 Leitung von „Orff-Schulwerk-Level-Courses“ in Finnland, Südkorea und in der Türkei (unterstützt durch die Carl-Orff-Stiftung) sowie seit 1989 mehrfach Lehr- und Leitungstätigkeit bei internationalen Sommerkursen am Orff-Institut der Universität Mozarteum in Salzburg
- 2009: International Presenter bei der Early Childhood Conference of Performing Arts in Melbourne (Australien)
- seit 2014 Leiter des Kooperationsprojekts zwischen der SINO Imex GmbH (China) und der Orff-Schulwerk-Gesellschaft Deutschland e.V. mit Fortbildungsangeboten für Erzieher und Musikpädagogen in Potsdam und zahlreichen Städten Chinas

## Mitgliedschaften und Kooperationen (Auswahl)
- seit 1985 Mitglied der deutschen Orff-Schulwerk-Gesellschaft „Musik+Tanz+Erziehung“ und deren Bundesvorsitzender seit 2003 (orff-schulwerk.de)
- Gründungsmitglied im bundesweiten Fachverband für Lehrende an Ausbildungsinstituten „Arbeitskreis für Elementare Musikpädagogik“ (a-emp.de) und dessen erster Sprecher zwischen 2011 und 2014
- Mitglied im Beirat der bayerischen Landesmusikakademie Hammelburg
- Kooperationspartner und Projektbegleiter des Landesverbandes der Musik- und Kunstschulen in Brandenburg (VdMK) im Bereich Fort- und Weiterbildung von Grundschul- und Musikschullehrkräften sowie für Erzieher im Rahmen der Projekte „Kita macht Musik“, Pat(s)chWork, Singen macht Schule! und KLINGENDE Kita. Co-Kursleiter des Qualifizierenden Zertifikatslehrgangs für „Elementare Musikpädagogik“ seit 2021.

| Personendaten    | Personendaten           |
| ---------------- | ----------------------- |
| NAME             | Beidinger, Werner       |
| KURZBESCHREIBUNG | deutscher Musikpädagoge |
| GEBURTSDATUM     | 1963                    |